# Ivan Gudelj
Ivan Gudelj (né le 21 septembre 1960 à Zmijancim) est un footballeur croate et yougoslave qui évoluait au poste de milieu de terrain. Il compte 33 sélections et 3 buts en équipe de Yougoslavie entre 1980 et 1986. Il a disputé la coupe du monde 1982 et le Championnat d'Europe des nations 1984.
Il a fait toute sa carrière au Hajduk Split, il a dû arrêter sa carrière à 26 ans à cause de l'hépatite B.
Il est ensuite devenu entraîneur, notamment des moins de 17 ans croates et de l'Hajduk Split.